# Kościół bernardynek w Warszawie
Kościół bernardynek, właśc. kościół św. Klary – kościół klasztoru bernardynek, który znajdował się w latach 1617–1844 w Warszawie. Współcześnie w jego miejscu przebiega Trasa W-Z.

## Historia
Bernardynki w Warszawie działały od roku 1522, jednak dopiero kiedy król Zygmunt III ofiarował im dwa tysiące dukatów w złocie na budowę kościoła, a Stanisław Warszycki podskarbi koronny i wojewoda podlaski 10 000 złotych polskich, w roku 1609 rozpoczęto stawiać budynek według planu Mikołaja Duchnowskiego, starszego budowniczego królewskiego, który ukończono i poświęcono w roku 1617. Kościół pod wezwaniem św. Klary wzniesiono w stylu gotycko-renesansowym, obok zaś w 1634 ukończono budowę budynków klasztoru.
W kościele znajdowały się nagrobki Zygmunta Kazanowskiego podkomorzego koronnego, (przeniesiony później do katedry św. Jana) oraz Stanisława Warszyckiego i żony jego Zofii z Górskich h. Nałęcz. Kościół posiadał wysoką dzwonnicę, ogrody na skarpie od strony Wisły, a całe założenie otoczone było murem. W klasztorze oprócz zakonnic przebywały także osoby świeckie, często chroniące się tam przed karą czy publicznym zniesławieniem.
W roku 1818 zespół klasztorny został zlikwidowany, a w 1819 bernardynki przeniesiono do Przasnysza. Kościół zamknięto, a klasztor został zamieniony na magazyny wojskowe. W listopadzie klasztor przeznaczono na konserwatorium muzyczne, kościół zaś na salę koncertową (Szkoła Główna Muzyki). Rektorem konserwatorium był Józef Elsner i mieściło się ono tutaj do roku 1831; nauki pobierał w nim m.in. Fryderyk Chopin.
Po roku 1831 gmach klasztoru przeznaczono na koszary wojskowe i w 1843 przystąpiono do jego rozbiórki. W 1844 zakończono rozbiórkę całego zespołu budynków z przeznaczeniem pod zjazd wytyczoną wtedy ulicą Nowy Zjazd biegnącą początkowo wiaduktem Pancera ku Wiśle i ul. Dobrej, a od 1864 roku – do mostu Kierbedzia.
W czasie budowy Trasy W-Z odsłonięto fundamenty kościoła.

## Inne informacje
Zgromadzenie Bernardynek w Warszawie posiadało też drugi, drewniany klasztor na Pradze, zlikwidowany po rzezi Pragi w 1794 roku.